# سی‌اس‌اس لوئیزیانا
سی‌اس‌اس لوئیزیانا (به انگلیسی: CSS Louisiana) یک کشتی بود که طول آن ۲۶۴ فوت (۸۰ متر) بود. این کشتی در سال ۱۸۶۲ ساخته شد.